# Mount Spatz
Mount Spatz är ett berg i Antarktis. Det ligger i Östantarktis. Nya Zeeland gör anspråk på området. Toppen på Mount Spatz är 2 270 meter över havet, eller 123 meter över den omgivande terrängen. Bredden vid basen är 2,3 km.
Terrängen runt Mount Spatz är kuperad åt nordväst, men åt sydost är den platt. Trakten är obefolkad. Det finns inga samhällen i närheten. 